# 巴霍努埃沃浅滩
巴霍努埃沃浅滩（西班牙語：Bajo Nuevo）也作新巴賀、巴霍新海岸、巴霍努艾沃岛，又称派特来尔群岛、海燕群岛（西班牙語：Islas Petrel），是加勒比海西部海域一群无人居住的珊瑚礁和小岛，现属于哥伦比亚圣安德列斯-普罗维登西亚省管辖，牙买加、尼加拉瓜和美国也对该地声称拥有主权。

## 历史
1869年美国人詹姆斯·加内特（James W.Jennett）依据《鸟粪岛法》宣布占据该岛。1972年美国与哥伦比亚签署条约，放弃对大多数加勒比海地区鸟粪岛的主权申索，但因海燕岛在条约中并没有被直接点名列入，所以其主权归属仍存在争议。目前该岛被美国列入未合并非建制领土。
哥伦比亚认为该岛是安的列斯群岛的一部分，从1886年起就提出了对该岛的主权要求。目前，哥伦比亚在该岛上建有灯塔，海军定期巡航。
尼加拉瓜声称对所有位于其大陆架上的岛屿拥有主权，包括海燕岛和所有附属于安德列斯群岛的岛屿。尼加拉瓜就海燕岛主权问题向国际法院提起对哥伦比亚的诉讼。2012年国际法院一致裁决认为，哥伦比亚拥有对海燕岛的主权。
洪都拉斯在1999年之前声称对海燕岛和附近的小塞拉那岛拥有主权，但1999年哥、洪两国达成海上边界条约，洪都拉斯默认了哥伦比亚的主权。但尼加拉瓜在国际法院的上诉中否认这一条约的合法性。
牙买加在和哥伦比亚达成一系列双边协定后，获得了在该地区的捕鱼权，基本上承认了哥伦比亚的主权要求。1993年，两国达成协议建立“共同管制区域”（Joint Regime Area），共同管理和开发海燕岛和小塞拉那岛之间的海域（不包括两个岛的近海水域）。